# SAAB

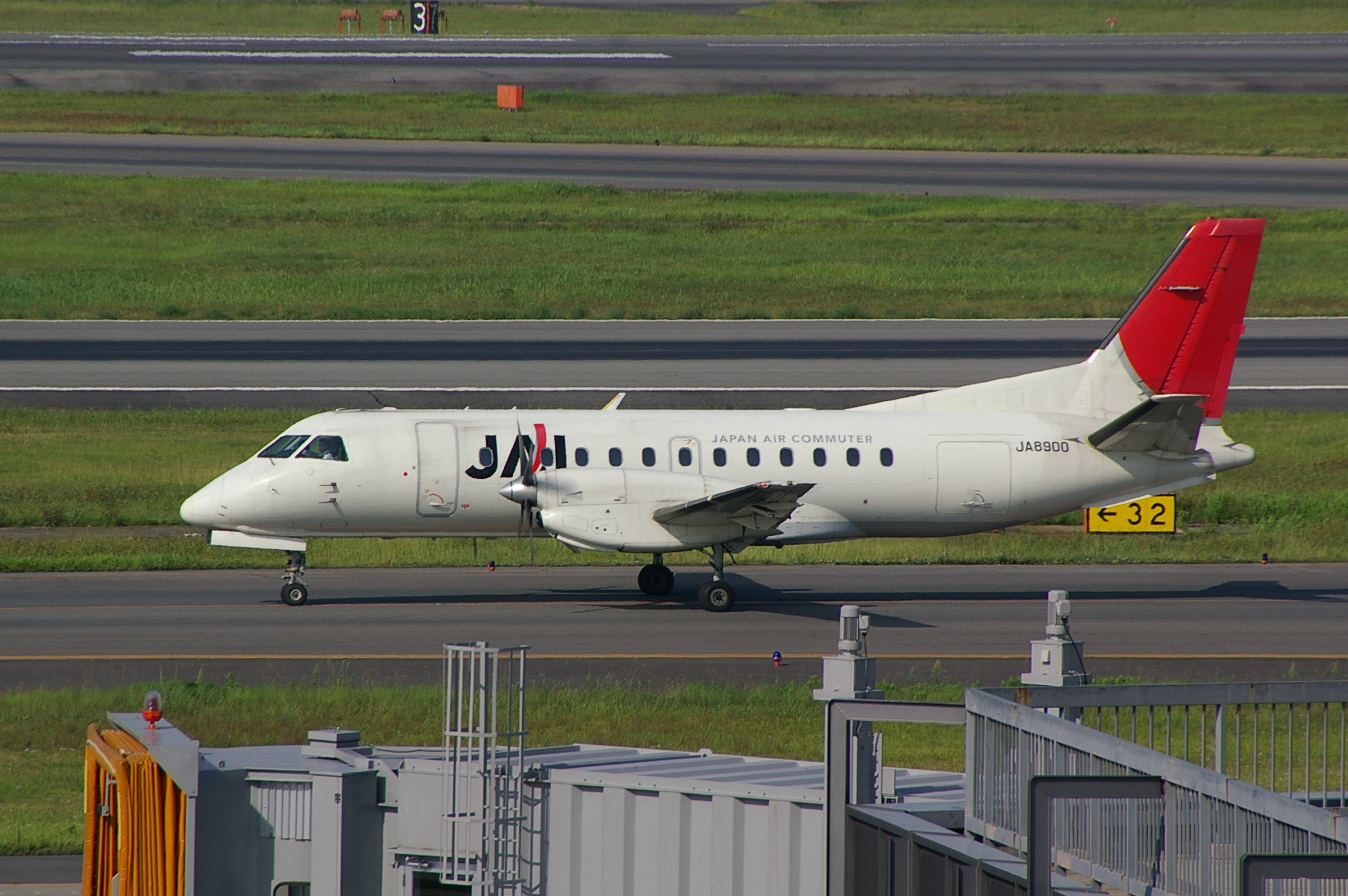
340B

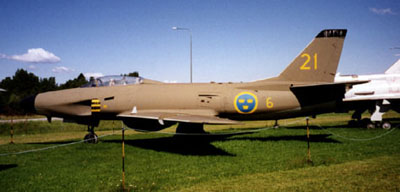
サーブ 32 ランセン

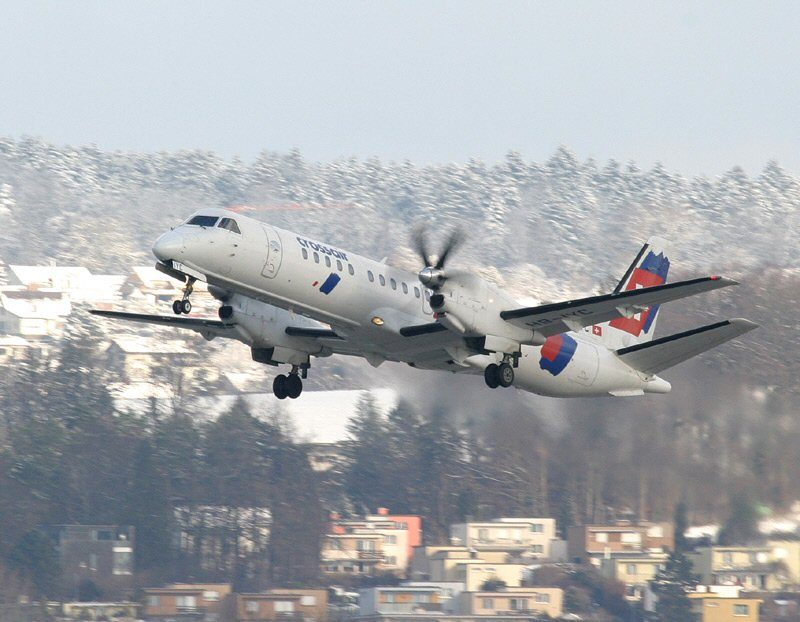
サーブ 2000

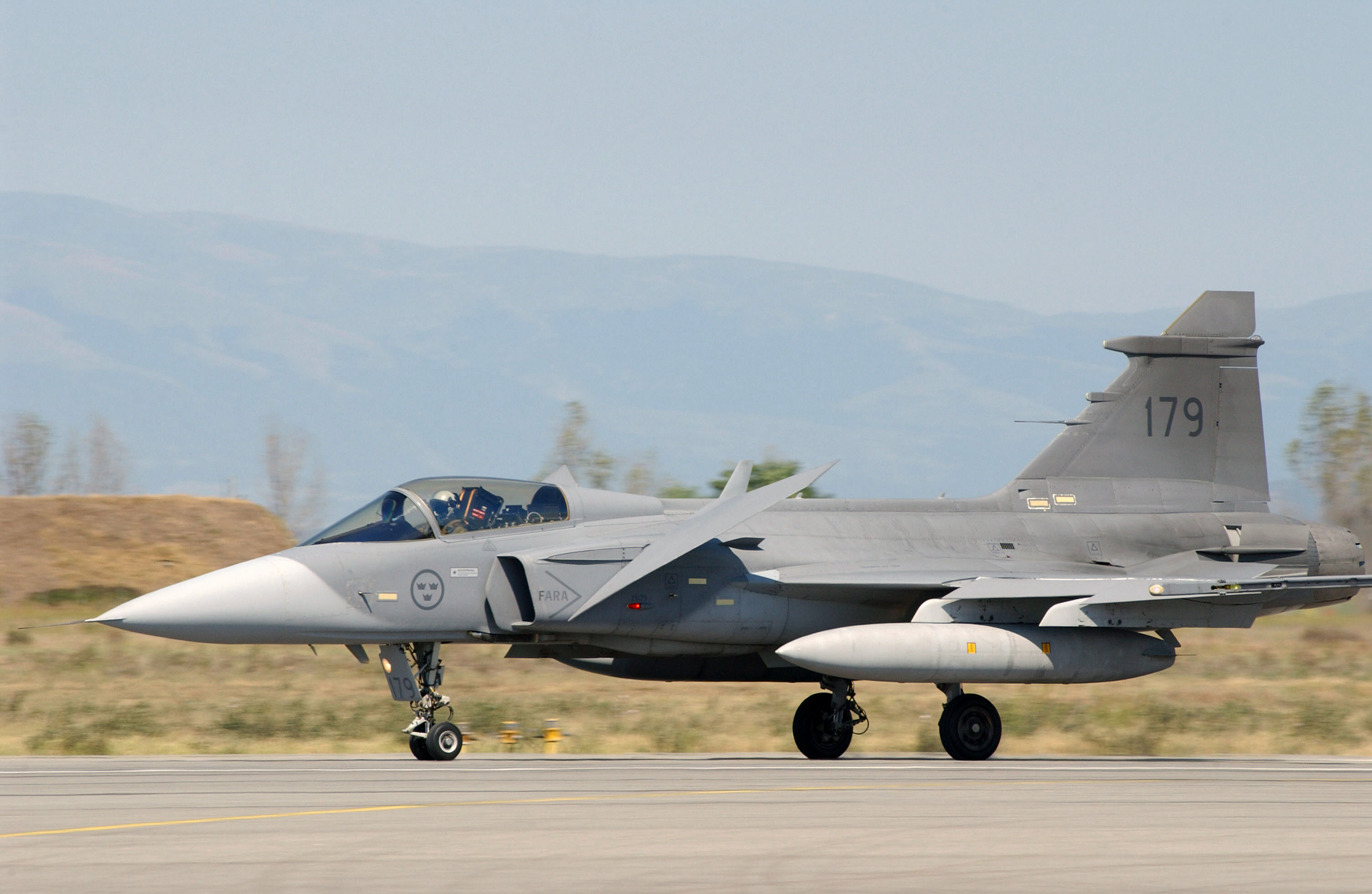
サーブ 39 グリペン

SAAB（サーブ、Saab AB）は、スウェーデンの航空機・軍需品メーカー。首都ストックホルムに本拠を置き、世界60カ国以上で事業展開している。ヴァレンベリ家の投資会社であるインベストールが、株式の約3割（議決権ベースで約4割）を保有している。
一般的に「サーブ」として知られている自動車会社のサーブ・オートモービルは、当初はSAABの自動車製造部門であった。その後、同部門はゼネラルモーターズ（GM）、スパイカー・カーズ（2011年にスウェディッシュ・オートモービルに社名変更）の傘下企業へと変遷し、2011年12月に破産しており、SAABとの間に直接の資本関係は無くなっている。

## 歴史
1937年、スウェーデン軍向けの航空機の製造を目的に設立された。社名は Svenska Aeroplan AB（スウェーデン語で"スウェーデン航空機会社"）、すなわちSaabであった。第二次世界大戦中には軍用機を生産していたが、大戦後には自社製品を多様化する必要に迫られ、1946年から自動車製造にも進出した。自動車部門であるサーブ・オートモービルは1989年からGMの出資を受け、2000年には完全子会社化、現在ではSAABとの直接の資本関係を持たない別会社となっている。
民間機（旅客機）部門は1944年以来、主に小型レシプロ及びターボプロップ機を生産しており、日本でも日本エアコミューターや北海道エアシステム、国土交通省（航空局・海上保安庁）などが340や2000シリーズを導入しているが、エンブラエル社やボンバルディア社などが参入した後の競争激化による収益性の悪化により、民間機部門は1999年に廃止された。
1967年にミサイル製造に進出、軍事用の通信機器や、防空用の「ジラフ・レーダー」を生産しているほか、自転車にSAABブランドをライセンスしている。
1999年、軍需関連企業のCelsius ABを買収合併、2014年6月、独ティッセンクルップ・マリン・システムズの子会社HDWからスウェーデンのマルメを本拠地とする軍事造船企業コックムスを買収。これまでの空軍・陸軍向け兵器に加え、海軍向けの兵器も取り扱う、北欧随一の軍事コングロマリットとなった。
売上のうち、軍事・防衛用途が約85％を占めており、民間用は約15％である。地域別では、売上の約半数がアメリカ合衆国向けであり、アジア太平洋向けが24％、スウェーデンを含むヨーロッパ向けは約14％となっている。
2022年に始まったロシアのウクライナ侵攻を受けて、欧州諸国はウクライナへの支援と自国の軍事力増強に着手し、スウェーデンは重武装中立政策を転換して北大西洋条約機構（NATO）に加盟した。ミカエル・ヨハンソンCEOは2024年、『日本経済新聞』の取材に対して、スウェーデンのNATO加盟により従来に比べ機密性が高い電子戦プログラムに参加できるようになったほか、銃砲弾などの国内生産能力を4倍に増やすと語った。

## 製品

### 軍用機
- サーブ 17：レシプロ単発爆撃機
- サーブ 18：レシプロ双発爆撃機
- サーブ 21：レシプロ単発プッシャー双胴戦闘機
- サーブ 21R：21のエンジンをターボジェットに換装した戦闘/攻撃機
- サーブ 29 トゥンナン：ターボジェット単発戦闘/攻撃/偵察機
- サーブ 32 ランセン：ターボジェット単発攻撃/戦闘/偵察機
- サーブ 35 ドラケン：ターボジェット単発戦闘/偵察機
- サーブ 37 ビゲン：ターボファン単発戦闘/攻撃/偵察機
- サーブ 39 グリペン：ターボファン単発戦闘/攻撃/偵察機
- サーブ 340 AEW&C：サーブ 340にエリアイレーダーを搭載した早期警戒管制機。
- グローバルアイ（英語版）：多用途監視機。ボンバルディア・エアロスペース社のグローバル 6000を元に開発。

### 民間機・練習機
- サーブ 90 スカンディア：レシプロ双発旅客機
- サーブ 91 サフィール：レシプロ単発練習機。日本の防衛庁技術研究所（当時）向けの研究用航空機X1Gのベース機となった。
- サーブ MFI-15：レシプロ単発練習機
- サーブ 105：ターボファン双発練習機/軽攻撃機
- サーブ 340：ターボプロップ双発中型旅客機
- サーブ 2000：340の発展型
- T-7 レッドホーク：ターボファン単発練習機。ボーイングとの共同開発。

### 開発中止
- サーブ 38：単発ジェットエンジンの練習機、攻撃機。計画のみで中止された。

### その他
- AT4：携帯式無反動砲
- RBS-15：対艦ミサイル（地上発射型、空中発射型、艦上発射型）
- エルマ：対潜迫撃砲
- Tp 47：短魚雷[7]
- 9LV：艦載C4Iシステム
- CEROS 200：射撃指揮システム（FCS）

## 日本におけるSAAB
日本では、東京（アークヒルズ仙石山森タワー）に「Saab International AB」のオフィスを持つ。